# Batum (Bulgakow)
Batum (russisch Батум) ist ein Theaterstück in vier Akten des sowjetischen Schriftstellers Michail Bulgakow, dessen Niederschrift 1936 begonnen und am 24. Juli 1939 abgeschlossen wurde. Das Stück über die von Stalin 1901 und 1902 in Batumi organisierten Streiks ließ der Diktator 1939 verbieten. Der Text wurde 1977 bei Ardis Publishing in Ann Arbor/Michigan im Original publiziert. In der Sowjetunion wurde das Stück 1988 in der Moskauer Literaturzeitschrift Sowremennaja dramaturgija abgedruckt. 1991 brachte Sergei Kurginjan Batum auf die Bühne des Moskauer Künstlertheaters.

## Überblick
Der russische Justizminister schlägt im Juli 1903 Nikolaus II. als Bestrafung für den Bauern Josef Wissarionowitsch Dschughaschwili drei Jahre Verbannung nach Ostsibirien vor. Der 1878 in Gori/Gouvernement Tiflis geborene Staatsverbrecher hatte im März 1902 die Batumer Arbeiter zum Streik angestiftet. Der Herrscher gibt dem Ersuchen statt.
Im Winter auf das Jahr 1904 gelingt dem Verbannten die Flucht aus dem Gouvernement Irkutsk. Stalin kehrt nach Batumi zurück.

## Inhalt
Die damalige russische Bürokratie bezeichnet Josef Wissarionowitsch Dschughaschwili alias Stalin als Bauern. Der vorlaute Delinquent aber war 1898 als 19-Jähriger aus der 6. Klasse des Geistlichen Seminars zu Tiflis „wegen Zugehörigkeit zu regierungsfeindlichen Kreisen“ relegiert worden. Der „wegen Unzuverlässigkeit“ ausgeschlossene Seminarist kommt im Tifliser Observatorium unter und organisiert Streiks bei den Tifliser Eisenbahnern.
November 1901 in Batumi: Stalin, der von den Arbeitern Sosso oder auch wegen seiner Ausbildungsstätte, dem geistlichen Seminar, Seelenhirt genannt wird, findet Unterschlupf in einer Batumer Arbeiterfamilie. Ausgeschickt vom Tifliser Komitee der SDAPR, organisiert Stalin die Batumer Arbeiter; formuliert Forderungen und formiert die Ausgebeuteten zum Kampf. Als zum Beispiel ein Betrieb der Kaspi-Schwarzmeer-Erdölindustrie brennt, wird vom Werkleiter Belohnung beim Löschen gefordert.
Anfang März 1902 ist der Militärgouverneur von Kutaissi entsetzt. Der Batumer Polizeimeister hat telegrafiert, nachdem der Werkleiter Wanscheidt, von den Beschäftigten „Blutsauger“ genannt, in der Fabrik Rothschild 375 Arbeiter entlassen hat, ist dort der Teufel los. Oberst Wladimir Eduardowitsch Treinitz, stellvertretender Chef der Gendarmerieverwaltung Kutaissi, weiß Bescheid. Der Aufwiegler heißt Seelenhirt. Die Arbeiter fordern Reduktion des 16-Stunden- auf den 10-Stunden-Arbeitstag, Arbeitsschluss bereits 16 Uhr an Sonntagen, Abschaffung der willkürlichen Geldstrafen, Wiedereinstellung aller entlassener Arbeiter und Abschaffung der Prügelstrafe. Der Gouverneur – immer unerschrocken vor Ort an Brennpunkten präsent – lässt drei der Anführer festnehmen.
Als die Arbeiter für die Freilassung der Gefangenen demonstrieren, fallen am Tor der Polizeikaserne Schüsse. Es gibt Tote unter den Arbeitern. Stalin – noch nicht verhaftet – führt die Demonstranten an. Einen Monat später, also im April 1903, wird Stalin in der Wohnung des Arbeiters Darispan von Treinitz verhaftet. Stalin hatte, nach seinem vollständigen Namen gefragt, Ilja Grigorjewitsch Nisheradse angegeben. Die Lüge hatte nichts gebracht. Die Gendarmen wussten es besser.
Im Sommer 1903 sitzt Stalin immer noch hinter Gittern. Er beschwert sich beim Gouverneur, weil ein weiblicher Häftling verprügelt wird.
Treinitz holt Stalin ab. Zum „Abschied“ bekommt der Häftling von jedem Gefängnisaufseher, an dem er vorbeimuss, einen Hieb mit der Säbelscheide.
Als Nikolaus II. die oben genannte Verbannung genehmigt, kommentiert der Herrscher: „Das heilige Rußland hat milde Gesetze.“

## Stalin
Schröder schreibt im Juni 1995:
- Stalin habe, als er das Stück verbot, in der „Begründung“ den bescheidenen Staatenlenker hervorgekehrt. Damals sei er keine Ausnahmeerscheinung gewesen. Etliche Jugendliche wären – wie er – seinerzeit vorgeprescht.[9]
- Bulgakow sei den offiziellen Stalin-Biographien gefolgt. Wenn er einmal – aus dramaturgischen Gründen – von dieser Prämisse abgewichen sei, zum Beispiel als sich Nikolaus II. mit der Bestrafung des 1903 bei Hofe noch völlig unbekannten Revolutionärs persönlich befasst, so hätte das Stalin eigentlich schmeicheln müssen.[10]
- Es könnte möglich sein, dass Stalin in dem Strafsystem des letzten Zaren eine Analogie zu seinem sowjetischen Strafsystem erkannt habe.[11]
- Das Verbot des Stückes könne als eine der Ursachen angesehen werden, die den Ausbruch jener Krankheit begünstigte, der Bulgakow im Spätwinter 1940 erlag.[12]

## Deutschsprachige Ausgaben
Verwendete Ausgabe:
- Batum. Stück in vier Akten. Aus dem Russischen von Thomas Reschke. S. 135–208 in Ralf Schröder (Hrsg.): Bulgakow. Die Kabale der Scheinheiligen. Alexander Puschkin. Batum. Stücke. Volk & Welt, Berlin 1995, ISBN 3-353-00952-3 (= Bd. 11: Gesammelte Werke (13 Bde.))